# 琴野まゆ
琴野 まゆ（ことの まゆ、1980年12月15日 - ）は、日本の元AV女優。

## 略歴
テレビ朝日系「愛のエプロン」（第1シリーズ）（放送日：1999年10月9日〜2000年3月25日）に、AV女優になる前の琴野まゆが出演していた。（ウィキペディア「愛のエプロン」より）
1999年にAVデビュー（鳴瀬れな名義）。巨乳モノ、ハード路線で活躍した。

## 人物
異なるプロフィールがいくつかある。
- XCITYプロフィールには、B:93(G-70)・W:61・H:88としている[2]。
- FANZAプロフィールには、B:100(G)・W:61・H:88としている[3]。

趣味:ショッピング、カラオケ

## 作品

### アダルトビデオ
1999年
- 裸の天使 エンジェル（ピア・サイト・フィルムズ）＊鳴瀬れな名義　渋谷イメクラ「ティッシュ」との記載あり[4]
- マシュマロ 藤谷しおり・森村ハニー・琴野まゆ（11月26日、メディアバンク）

2000年
- ヴァージンメモリアル（1月29日、VINL）
- 誘惑家庭教師（2月24日、VINL）
- 乳まみれ（3月15日、サマンサ）
- DVD買うボーイ 03 小林ひとみ・瞳リョウ・琴野まゆ・麻倉かほり・川浜なつみ（5月2日、KUKI）
- Body Shop（5月30日、アトラス21）
- 逆ソープ天国（7月25日、バビロン）
- 乳辱プレイG-MAX（8月17日、アトラス21）
- Gカップの絶叫（8月20日、ティアラ）
- ノンストップレイプ！！ VOL.4 結城杏奈・琴野まゆ・坂巻リオナ・西村こゆき 他（10月12日、バーチャルウェーブ）
- VINLハウスの果実たち 番外編 パイ地震!!（10月18日、KUKI）他出演:桜井風花、夢野まりあ、清水かおり、河合まみ、姫宮エリカ
- Angel（10月20日、アイデアポケット）
- 乳遊（11月1日、ゼロコーポレーション）
- 龍縛愛玩調教 9 女医（11月8日、アタッカーズ）
- ワープスペシャル（11月10日、ワープエンタテインメント）
- オッパイ天国 コスプレ天国 早川優・琴野まゆ・北川さやか（11月30日、アテナ映像）
- 巨乳ぶっかけ（12月1日、MOODYZ）
- Wild Thing!（12月6日、桃太郎映像出版）
- 艶（12月8日、グローリークエスト）

2001年
- 乳（ニュー）スター誕生（1月1日、MOODYZ）VHS…共演:夢野まりあ、山咲あかり、藤崎彩花、Akira
- 早熟痴女（1月30日、グローリークエスト）
- COSTUME PRINCESS（2月1日、MOODYZ）
- 千客萬来（2月9日、ワンズファクトリー）
- 爆乳スペシャル 藤谷しおり・森村ハニー・琴野まゆ（2月16日、VIP）
- 爆乳女教師痴漢電車（2月21日、笠倉出版社）
- 巨乳エクスタシー（3月9日、ワイルドサイド）
- 乳王 巨乳パラダイス VOL.16（3月15日、U&K）
- 巨乳喪服妻 8（3月16日、笠倉出版社）
- 巨乳なお姉さん好きですか…（3月23日、アトラス21）
- 若妻の匂い 27（3月30日、光夜蝶）
- FAIRY～妖精誕生～（4月1日、北都映像）
- 強精中出し30連発 琴野まゆ・葉月麗・眞城麗美 他（4月20日、ゼロコーポレーション）
- 誘惑 発情ボディー（5月1日、レイディックス）
- 乳姫（5月1日、ロビンソン）
- 逆ソープ天国 貸切スペシャル 5 鈴木麻奈美・深田美穂・琴野まゆ 他（5月18日、アリスJAPAN）
- 艶乳（5月22日、GLAY'z）
- 淫乳（5月25日、GLAY'z）
- ナースオナニー白書 SPECIAL 河合美果・朝倉まりあ・琴野まゆ 他 全20名（5月24日、笠倉出版社）
- L.A 9P乱交アメリカンハードコア（6月1日、MOODYZ）共演:千夏、南彩菜、氷咲東子
- 琴野まゆのバストアタック（6月8日、巨乳リアル）
- ヴァージンメモリアル super value pack 理砂マイヤーズ 琴野まゆ・河合まみ・吉井あや 他（6月17日、KUKI）
- 淫猥女医スペシャル 久保るり・牧原れい子・山咲あかり・琴野まゆ 他 全15名（6月18日、笠倉出版社）
- 巨乳オナニー白書 SPECIAL 松坂季実子・細川しのぶ・沢木まゆみ・琴野まゆ 他 全20名（6月22日、笠倉出版社）
- 女教師痴漢電車ベスト20 2 有賀美穂・観月麗華・吉野美穂・琴野まゆ 他 全20名（6月27日、笠倉出版社）
- 黒人ぶっかけ（9月1日、MOODYZ）
- AV SUPER Vol.9 瞳リョウ・琴野まゆ（9月21日、デジタルドリームデベロップメント）
- 姦魔輪姦 レイプ・コレクターズ・エディション 肉欲の玩具にされた女達 琴野まゆ・岡田純菜（9月18日、麒麟堂）
- 爆乳ナース天国 沢口みき・美里真理・琴野まゆ 他 全30名（10月13日、笠倉出版社）
- 潮吹きオナニースペシャル70分 7 吉川美里・琴野まゆ・久保るり・水原まどか 他（11月24日、笠倉出版社）
- 極嬢 マジカル・ベスト・クィーン 琴野まゆ・大空幸香・堤さやか（12月3日、ゼロコーポレーション）
- 巨乳deアタック Vol.7 琴野まゆ・京本香織 他（12月4日、インディーズメディア）
- 巨乳喪服妻スペシャル 2 小林ひとみ・沢木まゆみ・愛沢みるく・琴野まゆ 他（12月7日、笠倉出版社）
- 手でイカせてあげる 17 琴野まゆ・渡辺弓絵（麒麟堂）VHS
- 姦魔輪姦 レイプ 巨乳女教師輪姦 前編（麒麟堂 GM-57）VHS
- 姦魔輪姦 レイプ 巨乳女教師輪姦 後編（麒麟堂 GM-58）VHS

2002年
- 女教師と女性徒がペニバンで犯し合い、男優は一切出てこない学園ドラマ（1月10日、SODクリエイト）共演:観月愛、松葉まどか
- 艶 総集編 六 坂巻リオナ・市川ひろみ・杉本まりえ・琴野まゆ 他（1月18日、グローリークエスト）
- 早熟痴女総集編 PART6 望月セイレ・寺尾佑理・琴野まゆ・葉月綾 他（1月18日、グローリークエスト）
- 巨乳ランジェリー天国 つかもと友希・小室友里・琴野まゆ 他 全15名（1月18日、笠倉出版社）
- PREMIUM 隼コレクション 清水かおり・夢野まりあ・相沢優香・琴野まゆ 他 全9名（2月27日、隼エージェンシー）
- 逆ソープ天国 スペシャルエレクト 4 鈴木麻奈美・深田美穂・琴野まゆ 他（2月28日、アリスJAPAN）
- おっぱい 琴野まゆ 他（3月1日、ゾーンワークス）
- BUSTxBUSTxBUST 完全巨乳限定 聖さやか・浅倉みるく・山咲あかり・井上千尋・琴野まゆ 他（3月20日、ワープエンタテインメント）
- 口内発射スペシャル（4月1日、Blast Off）VHS
- GLAY'z巨乳4時間SPECIAL 山口ナオミ・飯島麗華・姫宮エリカ・夢野まりあ・琴野まゆ 他（4月5日、GLAY'z）
- 龍縛 The Best 龍縛愛玩調教 白衣の下の巨乳編 山咲あかり・琴野まゆ（6月8日、アタッカーズ）
- 女教師全裸巨乳番付 沢口みき・藤崎彩花・琴野まゆ・有賀美穂 他（6月17日、笠倉出版社）
- SUPER大和撫子 Vol.1 琴野まゆ・杉本まりえ・雪那美礼 他（6月22日、ONYX VISION）
- 生中でイこう 2 琴野まゆ 他 多数出演（6月22日、地球企画）
- 巨乳スローモーション 小泉麻由・星川みなみ・聖さやか・琴野まゆ 他（7月15日、ムーディーズ）
- フェロモンむんむんお姉さん 騎乗位特集 EVE・岡崎美女・岡田純菜・河合純・宮下希帆・琴野まゆ 他（7月15日、ムーディーズ）
- AV部屋撮りDX 杉浦あみ・琴野まゆ・つかもと友希 他（7月29日、ワンズファクトリー）
- 狙撃!! 岡田純奈・琴野まゆ（8月8日、TAKE ON）
- 生唾ゴックン！ えっちなお姉さんたち。 琴野まゆ・杉本まりえ・八木原まゆ・一色志乃 他（8月25日、?）
- 着衣のSEX 橘涼子・琴野まゆ・金沢文子・三浦あいか 他（9月1日、ムーディーズ）
- 艶 総集編 4 つかもと友希・琴野まゆ・杉本まりえ 他 全10名（9月14日、グローリークエスト）
- ニューAVパラダイス 小沢まどか・高杉あこ・琴野まゆ・北村うるか・仲山うさぎ 他（9月15日、ムーディーズ）
- おまんこの花弁充血奥深く突いては抜いて乱交の宴 雪那美礼・琴野まゆ・田辺真莉・牧瀬未希 他（9月20日、SKY）
- VS黒人 ファック＆ザーメン 清水かおり・千夏・冴嶋みどり・氷咲東子・琴野まゆ 他（10月1日、ムーディーズ）
- 大和撫子的七変化 1 琴野まゆ・中里優奈（10月8日、J-FREE）
- SUPER 制服大図鑑 4時間DX 新山愛里・後藤まみ・小沢まどか・瞳リョウ・琴野まゆ 他（10月25日、メディアバンク）
- モーニンダ手コキ娘 モーニンダ娘フルユニット 田辺真莉・中里優奈・雪那美礼・水原美々・琴野まゆ 他（11月15日、ONYX VISION）
- 近親相姦 第三全集 1 いまいるみ・琴野まゆ・河合ほのか 他（11月15日、桃太郎映像出版）
- COSTUME PRINCESS 総集編 岡田純菜・金沢文子・琴野まゆ・鈴木麻奈美 他（12月1日、ムーディーズ）
- GOLDEN LUCKY!! 04（12月5日、ドリームチケット）他出演:岡野美憂、葉山美湖
- ESCAPE（12月10日、隼エージェンシー）
- 爆乳姫（12月12日、隼エージェンシー）
- Group Sex Mania 片瀬梨子・田辺真莉・琴野まゆ 他（12月17日、帝國映像）
- THE 巨乳家庭教師 2（12月18日、ドリームチケット）他出演:松坂樹梨、一色志乃
- Wild Thing Image ＆ Vibes 宝生奈々・坂上友香・琴野まゆ・釈八恵 他 全10名（12月26日、桃太郎映像出版）

2003年
- 2001年手コキ年鑑 第1巻 三井ユリ・水野奈菜・水原美々・森川はる希・琴野まゆ 他（1月8日、ONYX VISION）
- 大噴射巨乳アイドルセレクション 琴野まゆ・愛葉亜希・近藤れいな・松島美織・水嶋彩（1月14日、ハーベストエンタテイメント）
- Angel HYPER 巨乳編 藤谷しおり・風間ゆみ・琴野まゆ（1月15日、アイデアポケット）
- BIG BUST CLUB Vol.2 鮎川あみ・藤森エレナ・京乃あづさ・琴野まゆ 他（1月17日、アトラス21）
- 100cmGカップ爆乳徹底攻略（1月22日、MOODYZ）
- 制服あそび 〜コスプレ的ソフトSM〜（1月22日、ドリームチケット）他出演:小泉麻由、愛原莉央
- 乳爆弾（2月13日、隼エージェンシー）
- 爆乳ナース＆女医 Deluxe 樹マリ子・美里真理・沢口みき・有賀美穂・小室友里・琴野まゆ 他（2月14日、Five Star）
- DJまゆの爆乳ON AIR（2月15日、MOODYZ）
- 4時間17人の極生本番集 杉本まりえ・琴野まゆ・水原ミミ・牧瀬未希 他（2月15日、アルファーインターナショナル）
- 大乱交 グチョグチョ大人数SEX うちだまひろ・琴野まゆ・後藤まみ・冴嶋みどり・山咲あかり 他（2月15日、ムーディーズ）
- ザ・ベスト SEMEN×BOIN 藤森かおり・聖さやか・琴野まゆ 他（3月20日、ワープエンタテインメント）
- 中出しの洗礼 初めての快感 2 望月セイレ・加藤由香・琴野まゆ・新堂真美 他（3月22日、ライトヒット）
- 癒しの大巨乳（4月1日、MOODYZ）＊引退作
- 乱交オークション!! 琴野まゆ・泉星香・寺尾佑理・水原美々 他（4月8日、ライトヒット）
- NON-STOP RAPE VOL.4!! 結城杏奈・琴野まゆ・坂巻リオナ 他（4月10日、バーチャルウェーブ）
- BEST SELECTION 2 堤さやか・琴野まゆ・一色志乃 他（4月15日、隼エージェンシー）
- ムーディーズ女優コレクション 2 桜菜々・渡瀬晶・琴野まゆ・鈴木くるみ 他（4月15日、ムーディーズ MDED-066）全20名
- ゴージャス・アイズからの贈り物 うさみ恭香・かぐやひめ・鮎川あみ・井上千尋・琴野まゆ 他 多数出演（5月1日、桃太郎映像出版）
- 巨乳パラダイス16人! 桃井なつみ・一色志乃・横山奈津子・琴野まゆ 他（5月8日、ライトヒット）
- 私は貴方の着せ替え人形 琴野まゆ・雪野あいか・真崎ゆかり 他（5月10日、帝國映像）
- 巨乳伝説 琴野まゆ・清水かおり・星川みなみ・森野あおば（5月13日、隼エージェンシー）
- Dream- DreamLike Erotic X5 Experience 琴野まゆ・友崎亜希 他（5月16日、リアルアタック) ※激薄・薄消し作品
- ウエトレス7連発 雪那美礼・琴野まゆ・平井千里・佐伯由梨 他（5月19日、デルタフォース）
- 厳選巨乳Super collection 夢野まりあ・清水かおり・琴野まゆ・朝河蘭 他（5月20日、トランスコーポレーション）
- 手でイカせてあげる 4 鏡麗子・琴野まゆ・渡辺弓絵（6月1日、麒麟堂）DVD
- 自分淫視台 第2局 まゆch（6月13日、アリスJAPAN/charm）
- 巨乳Queen's Deluxe 琴野まゆ・朝倉まりあ・蒲川リサ・牧本千幸 他（6月13日、ディースリー）
- VS黒人 ファック＆ザーメン 2 河井ゆう・叶結香里・吉井愛美・琴野まゆ 他（6月15日、ムーディーズ）
- 巨乳遊 BOINGO 3 愛葉亜希・琴野まゆ・後藤美穂 他（9月27日、ゼロコーポレーション）
- 龍縛アンソロジー 1 琴野まゆ・三浦あいか・山咲あかり・小室芹奈（10月8日、アタッカーズ）
- 精子注入 硬直男根膣内発射絶頂責め 1（10月23日、麒麟堂）VHS

2004年
- スペルマスペシャル 完全生ハメ中出し 堤さやか・琴野まゆ・泉星香・立花美久・川瀬えりな（1月1日、善人企画）
- 痴る女 琴野まゆ・夢野まりあ・西村あみ（1月10日、麒麟堂）
- 生尺!淫口乱舌20人 絶頂を女の口内で迎える贅沢。だから口内発射は止められない!! 杉浦清香・琴野まゆ・北条まや・岸田小雪 他（1月20日、トランスコーポレーション）
- 美巨乳5人姉妹 生乳100%エロ姦 琴野まゆ・堀江あすか 他（1月23日、ワイルドサイド）
- 淫乱雌女 DX 中里優奈 琴野まゆ・田辺藻莉・吉井美希 他（2月20日、トランスコーポレーション）
- 乱!交楽園 2 10人の異常性欲女たちが複数の男相手に狂喜乱舞! 水原ミミ・琴野まゆ・水野奈菜・白泉星香（2月20日、デルタフォース）
- 巨乳中出し白濁オメコ（4月1日、帝国映像）
- AV Queen's 30人BOX 聖さやか・渡瀬晶・沢木まゆみ・琴野まゆ・麻宮淳子 他（5月21日、デジタルバンク）
- 癒し系女優＆癒しプレイBEST 加山由衣・吉永ゆりあ・琴野まゆ 他（7月15日、ムーディーズ）
- 揺れる巨乳BEST 鮎川あみ・夏目しおん・吉永ゆりあ・琴野まゆ 他（10月1日、ムーディーズ）
- 巨乳手コキ 琴野まゆ・渡辺弓絵（11月19日、帝国映像）

2005年
- バイブBEST 南波杏・小泉キラリ・金沢文子・小沢まどか・琴野まゆ 他（1月1日、ムーディーズ）
- 超しゃぶり Super Selection 望月舞花・藤谷しおり・三浦あいか・琴野まゆ 他（1月14日、デジタルバンク）
- むしゃぶりつく女 1（3月3日、チャンネルヴィ）
- 巨乳 Dynamite! 6時間 ARISA きくま聖・鮎川あみ・可愛あずさ・及川奈央 他（3月4日、グレイズ）
- DUTY Vol.23 巨乳露出!! 坂巻リオナ・相川まなみ・琴野まゆ（11月26日、J Spot Co.）

2006年
- 女医侵犯 橘真帆・橋本美歩・琴野まゆ・長谷川瞳・渡瀬晶 他（1月28日、アタッカーズ）
- SUPERエロエロ大図鑑 3枚組12時間99人SEXしっぱなし♪ 新山愛里・後藤まみ・小沢まどか・瞳リョウ・琴野まゆ 他（4月28日、メディアバンク）
- 独占女優 2 14人4時間Deluxe 桜咲れん・藤原倫子・夢野まりあ・琴野まゆ 他（6月16日、デジタルドリームデベロップメント DDD-261）全14名
- 美巨乳伝説（9月20日、440企画）
- ブラックザーメン 黒人ぶっかけセックス4時間SPECIAL 千夏・琴野まゆ（11月7日、アウトビジョン）
- 女医侵犯 琴野まゆ・長谷川瞳・渡瀬晶・平松ケイ・麻宮淳子 他（12月8日、アタッカーズ）

2007年以降
- スゴイ! スロート 上戸あい・長谷川あゆみ・永瀬あき・琴野まゆ 他（2008年9月19日、レアル・ワークス）
- AV殿堂作品!!S級女優COLLECTION 8時間 VOL.2 瞳リョウ・坂巻リオナ・琴野まゆ・みなみありす 他（2008年11月9日、A-BOX）
- The Best of No.1 琴野まゆ Deluxe（2008年12月12日、メディアバンク）

発売年不明
- 強精中出し5連発（ゼロコーポレーション KYN-01）VHS
- 巨乳リアル露出 5（露出クラブ KRC-05）VHS
- 巨乳リアル露出スペシャル（巨乳露出クラブ KRCS-01）VHS
- 巨乳で遊ぼー!（エイチエス映像 BB-05）VHS
- 爆G お願い、私を絞って（フリーダムエフ AVD-0001）VHS
- ホワイトシャワー ザーメン5連発 1（隼エージェンシー WH-01）VHS
- 大和撫子（北都映像 HKT-004）VHS
- 美淫乳（DEJAVU-1 HKT-004）VHS
- 搾ってあげる（ANARCHY ANC-29）VHS
- コトノマユ 154cm Gcup 100cm（マシュマロ）VHS
- 素人巨乳流出（? BIG-02）VHS
- 痴女ニンフォマニア 其の六（淫熟映像 IJK-006）VHS
- ダブル・キャスト 1 琴野まゆ・堂本さやか（ピア・サイト・フィルムズ DC-01）VHS
- インディーズ エンジェルBOM! 巨乳編 1 桃香・琴野まゆ 他（インディーズエンジェル IJK-006）VHS
- 誘惑巨乳 まゆ18歳（BUST LOVE、BUST LOVE-005）VHS
- 中出しウェイトレス 8人のウェイトレスによる特別メニュー（TIGER TGR-015）VHS
- 巨乳露出 vol.2 三月あん・琴野まゆ（KOAI CNRS-02）DVD
- BUST BEST SELECTION Vol.1 琴野まゆ 他 全6名（テイクワン MLK-003）DVD
- ハードコア・エンゼル VOL.1 広末奈緒・琴野まゆ 他（テイクワン PRM-004）DVD
- お姉さんを意のままに!（ライアン映像 RYA-014）DVD

他

## 出版

### 写真集
- バウハウスMOOK FETISH ムネトオシリヲアイシタイ 夢野まりあ・及川奈央・琴野まゆ・鮎川あみ 他 全10名（2001年9月30日、バウハウス）撮影:横山こうじ

### 雑誌
- 写真集系雑誌　PHOTO SHOT DX VOL.3 萩原舞・川村ひかる・谷理沙・琴野まゆ 他（2000年10月10日、英知出版）